# 莫迪默勒

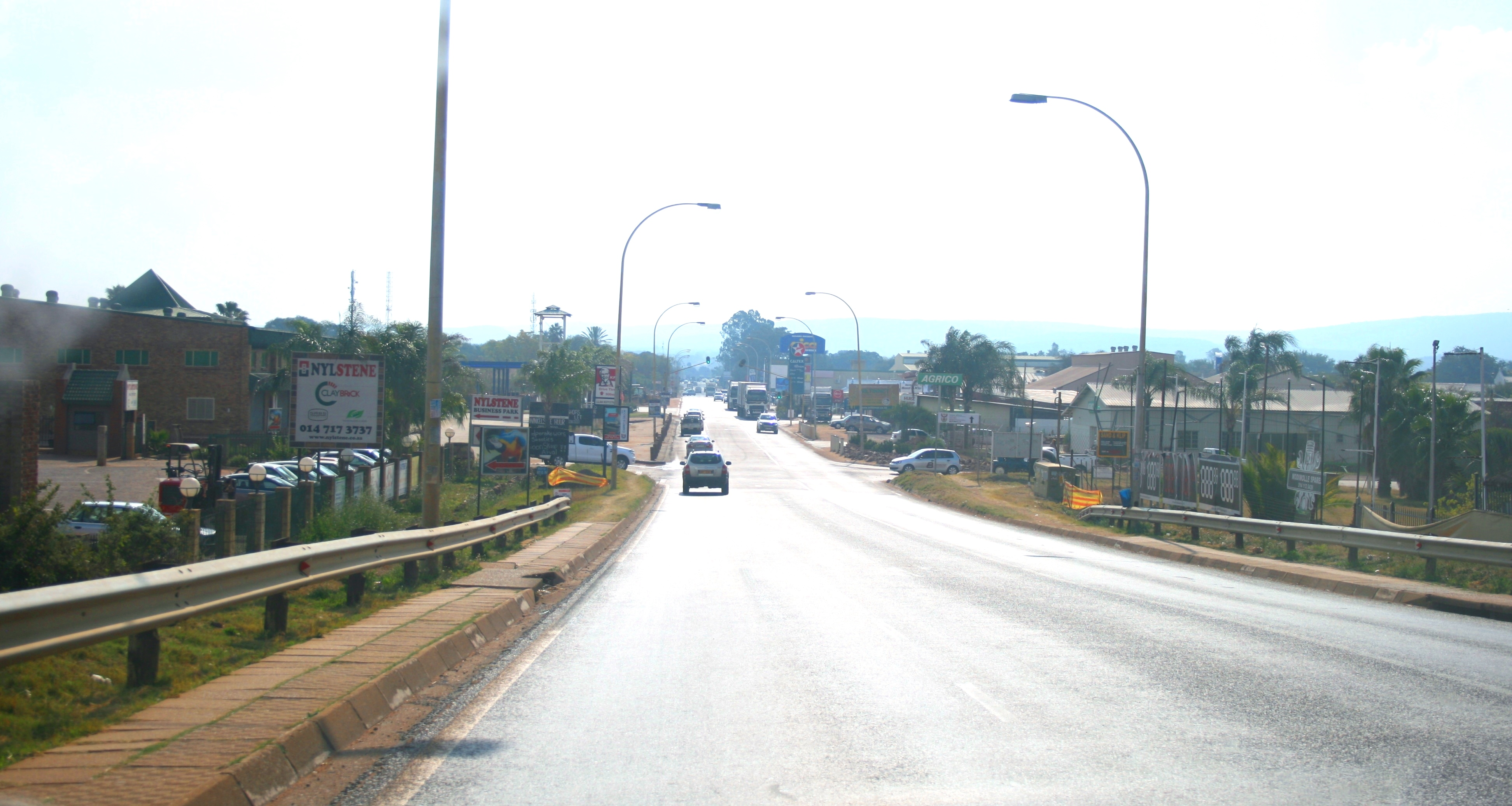
莫迪默勒

莫迪默勒（Modimolle）是南非的城鎮，位於該國東北部，由林波波省負責管轄，距離普利托里亞135公里，面積15.37平方公里，主要經濟活動有農業、畜牧業和旅遊業，2001年人口8,727，2001年人口8,727。

## 外部連結
- Modimolle Municipality Website （页面存档备份，存于）